# Новы, Павел (актёр, Чехия)
Павел Новы (чеш. Pavel Nový, род. 5 сентября 1948 года, Пльзень, Чехословакия) — актёр театра Ипсилон (город Либерец, Чехия).

## Биография
Играл в ряде областных театров — в Краевом театре в городе Пршибрам и в Театре Витезслава Незвала в Карловых Варах. В настоящее время его можно увидеть, например, в спектакле Проданная невеста, Святое семейство, Кто-то любит погорчее, Всё для бизнеса.
Павел Новы снимался в фильмах Баллада для бандита, ''Построй дом, посади дерево. Наибольшую популярность ему принесла роль звукорежиссёра Пепы в успешной чешской комедии С тобой мне нравится мир. Играл в телевизионных сериалах, таких как: Большое седло и Удивительные страны.
Павел Новы прекрасно исполнял роли в фильмах Яна Шванкмайера Заговорщики сладострастия, Полено и Лунатизм.
Также Павел Новы снялся в одном из самых кастинговых словацких фильмов «Кандидат». 

## Болезнь
6 сентября 2007 года заболел лихорадкой Западного Нила (после укуса инфицированного комара). Актёра, спортсмена и вечного оптимиста внезапно парализовало. После пребывания в больнице он ещё 5 месяцев пробыл в реабилитационном центре в городе Кладрубы, откуда его выписали 10 апреля 2008 года. Домой он ушёл на костылях.

## Фильмография (выборочно)
- 1962 — Куры на ходу
- 1978 — Баллада для бандита
- 1979 — Построй дом, посади дерево
- 1981 — Малостранский рассказ (телевизионный фильм)
- 1981 — Цепь
- 1982 — С тобой мне нравится мир
- 1982 — Mrkáček Čiko
- 1982 — В конце магистрали
- 1982 — Скромные истории
- 1982 — Свидание с тенями
- 1984 — Зритель Губерт
- 1985 — Большое седло (ТВ-сериал)
- 1986 — Кулаки во тьме
- 1996 — Заговорщики сладострастия
- 1997 — Удивительные страны (ТВ-сериал)
- 2000 — Полено
- 2004 — Сноубордисты
- 2005 — Сумасшедшие
- 2006 — Я обслуживал английского короля
- 2006 — Паромщики
- 2013 — Кандидат

### Отзывы
- EISENHAMMER, Milan. Pavel Nový: Teď si chci povyskočit. iDNES.cz [online]. 2008-03-23 [cit. 2011-03-07]. Dostupné online.
- ČTK. Herec Pavel Nový slaví šedesátiny. Týden.cz [online]. 2008-09-05 [cit. 2011-03-07]. Dostupné online.

### Внешние ссылки
- Павел Новы в Чешско-словацкой базе данных кино
- 13-я комната Павла Нового, запись на Чешском телевидении (2008)